# İznik
İznik är en stad i Turkiet och är belägen på den östra stranden av İzniksjön i provinsen Bursa. Staden hette under antiken och medeltiden Nicaea. İznik hade 44 236 invånare i slutet av 2022, och staden är huvudort för ett distrikt med samma namn.

## Historia
Nicaea grundades av Alexander den stores general Antigonos år 316 f.Kr. under namnet Antigonia. Lysimachos gav den sedan namnet Nicaea. Den var sedermera omväxlande med Nikomedeia Bityniens huvudstad. På 200-talet f.Kr. försågs den med dubbla försvarsmurar som fortfarande finns kvar i viss utsträckning. Staden kom under romarna år 74 f.Kr., och var under romersk kejsartid en betydande stad och ett tidigt biskopssäte. Sedan Konstantinopel blivit rikets huvudstad på 300-talet blev Nicaea en ännu viktigare ort.
Staden var platsen för det första kyrkomötet år 325, då arianismen fördömdes och den nicaenska trosbekännelsen stadfästes. Från 395 tillhörde staden det östromerska riket. År 787 hölls ännu ett kyrkomöte i kyrkan Hagia Sofia i Nicaea, den här gången sammankallat av kejsarinnan Irene, som där lyckades få bilddyrkan erkänd. Kyrkan har skadats allvarligt av flera jordskalv.
Nicaea erövrades av seldjukerna 1078, men återtogs i det första korståget 1097 genom belägringen av Nicaea. När korsfararna intog Konstantinopel år 1204 bildades det nicaenska kejsardömet med Nicaea som huvudstad. Det ägde bestånd till 1261, då dess siste kejsare Mikael VIII Palaiologos återtog Konstantinopel och återupprättade det bysantinska riket. Staden intogs av turkarna 1333.

### Första kyrkomötet i Nicaea
Den kristne kejsar Konstantin den store blev år 324 ensamhärskare i det östromerska imperiet och planerade att bygga upp ett imperium på den kristna trons grund. Han betraktade de konflikter i trosfrågor som blossat upp i Alexandria i Egypten och gripit omkring sig under 310- och 320-talet som ett problem för det projektet. Konflikterna gällde vem Jesus Kristus egentligen var: om han var en unik skapad varelse eller om han var helt och fullt gudomlig, det vill säga av samma väsen som Gud. År 325 inkallade Konstantin därför det som kom att betraktas som det första ekumeniska konciliet, (kyrkomötet i Nicaea), för att skapa klarhet i frågan. Konciliets biskopar och teologer avvisade Arius och arianismen och enades om att Sonen är av samma väsen (homoousios) som Fadern. Därigenom lade konciliet grunden för den klassiska kristna läran om Treenigheten. Med ledning av bland annat beslutet i Nicaea utformades år 381 den s.k. nicaenska trosbekännelsen (egentligen: den nicaensk-konstantinopolitanska trosbekännelsen). Vid Nicaeamötet bestämdes även att den kristna påsken ska infalla första söndagen efter första kyrkliga fullmånen (bestämd av en formel) som infaller på eller efter vårdagjämningen samt att vårdagjämningen alltid ska anses infalla den 21 mars (ett resultat av att överskottet av skottår i den julianska kalendern förskjutit vårdagjämningen från den 24 till den 21 mars). Detta beslut var riktat mot kristna kretsar där man fortfarande höll fast vid den judiska dateringen av påskfirandet. Vidare fattade mötet ett antal beslut angående kyrkolivet och de kyrkliga institutionerna.